# カレーの市民アルバ

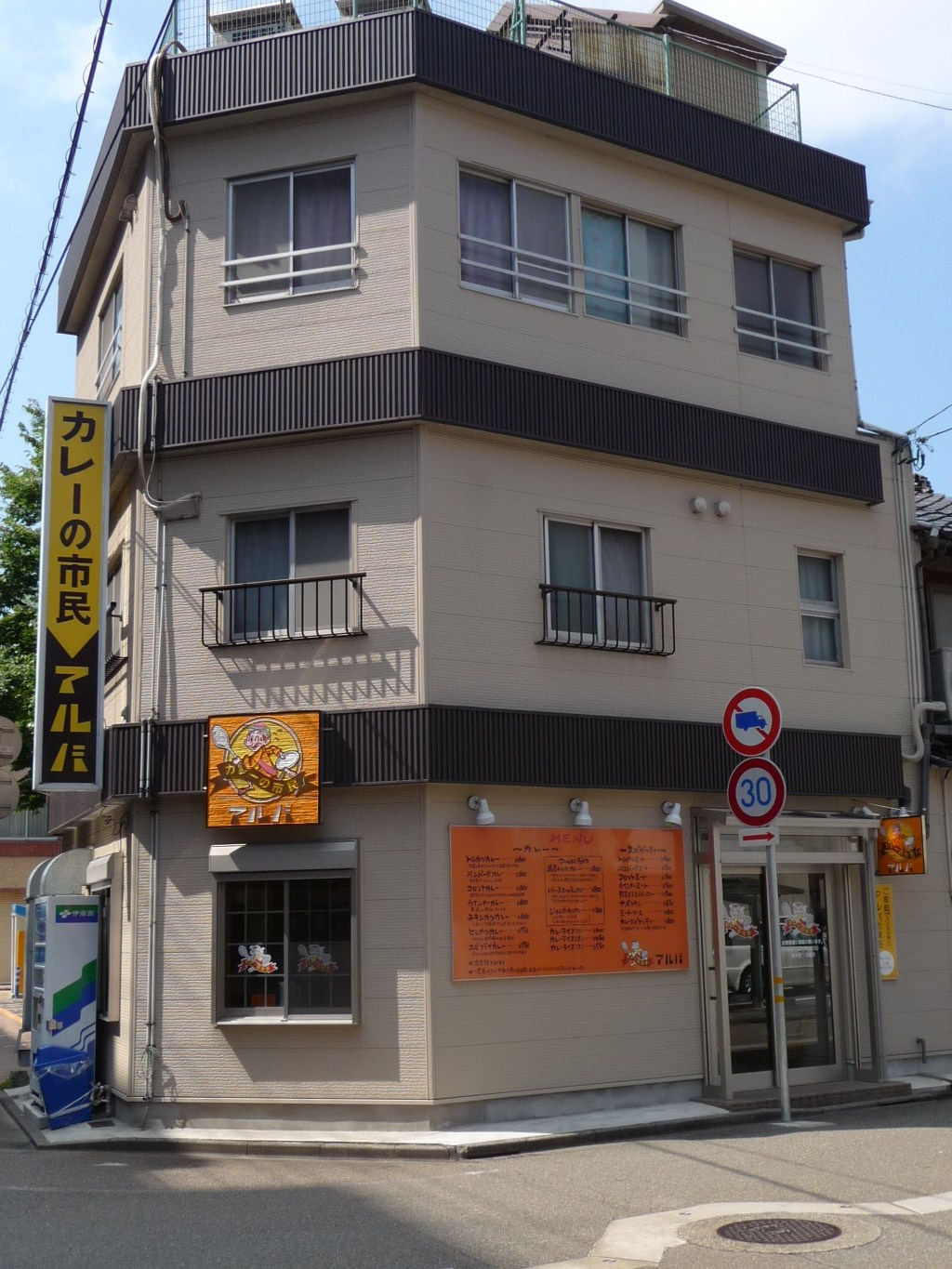
カレーの市民アルバ本店（石川県小松市）

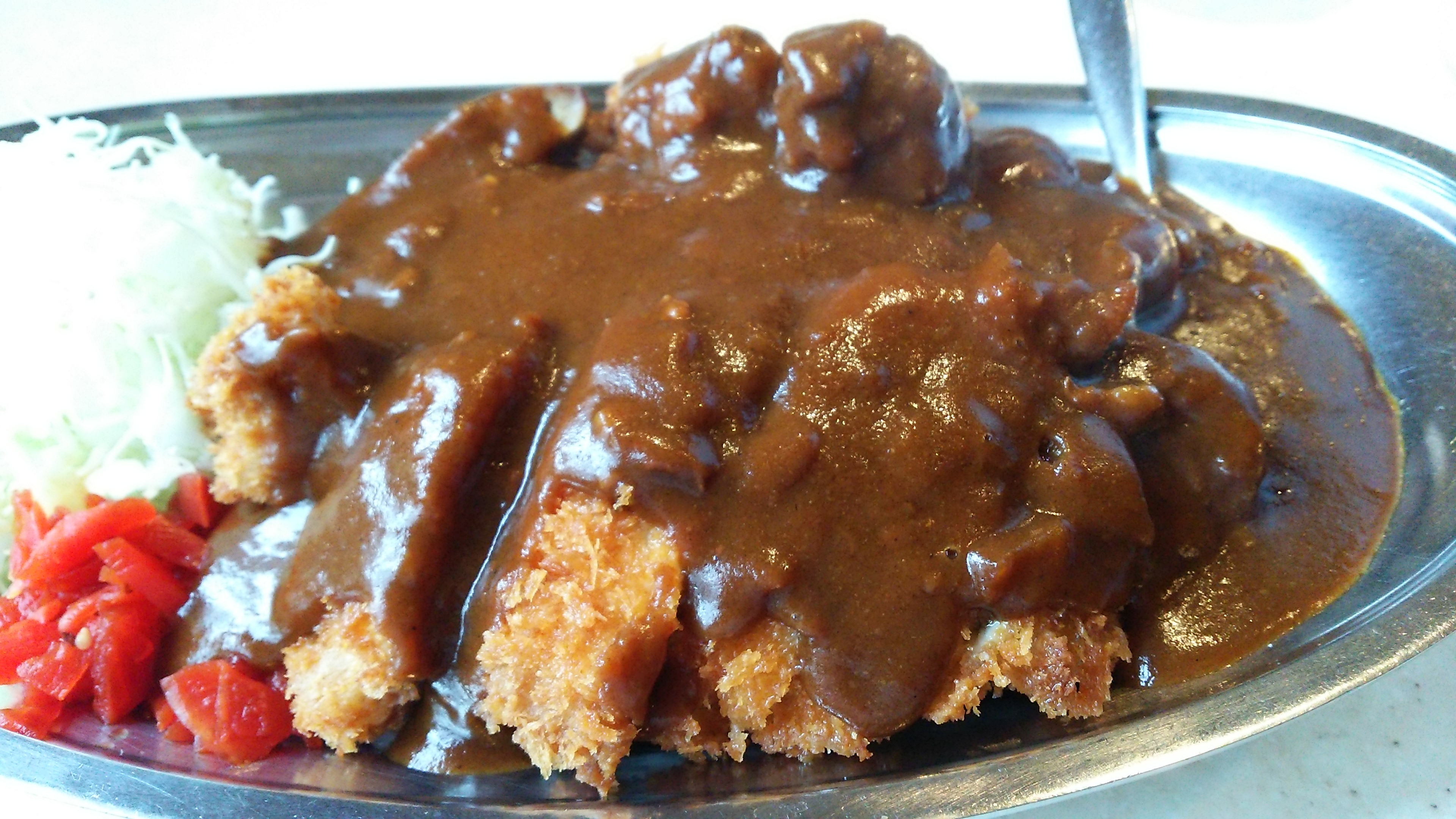
カレーの市民アルバ本店（石川県小松市）の満塁ホームランカレー

カレーの市民アルバ（カレーのしみんアルバ）は、1970年創業の石川県小松市に本店を置くカレーチェーン店。石川県内のほか、首都圏・近畿地方・広島県にも店舗が存在する。

## 概要
1971年（昭和46年）に創業者の今度孝によって石川県小松市に開業した。1996年（平成8年）8月には創業者により有限会社アルバが設立され法人化された。
2006年（平成18年）より加賀電子の子会社であったKGF株式会社が首都圏・大阪市などでフランチャイズ店舗を運営していたが、2010年に加賀電子が保有するKGF全株式をアルバ本店を運営している有限会社アルバに売却している。
金沢市にも店舗を構えていることから、金沢カレーの代表的店舗のひとつとして紹介されることが多いが、KGFでは「加賀カレー」を自称していた。
2021年（令和3年）9月20日にカレーの市民アルバ小松本店はいったん営業を終了していたが、同年12月10日に元スタッフが創業者から経営を引き継ぎ再オープンした。
トンカツ、ウィンナ、ハンバーグ、クリームコロッケ（本店の場合）と4つのトッピングを野球のベースに見立てた「満塁ホームランカレー」が名物である。

## 特徴
金沢カレーの中ではルーはやや欧風カレーに近く盛り付け方にも若干の違いがある。
- ルーは濃厚でドロッとしているが、金沢カレーの中ではやや粘度が低い。
- 一般的な金沢カレーよりは若干辛めである（一般的なカレーとしては甘口）。
- 金沢カレー特有の濃さは他店より少ないが、煮込まれたコクのあるカレーである。
- 付け合わせとしてキャベツの千切り・福神漬けが載っている。
- ステンレスの皿に盛られている。
- フォークまたは先割れスプーンで食べる。
- ライスの上に乗せられたカツの上にルーがかかっている。ソースはかかっていない（卓上に備え付けの甘口または辛口のウスターソースをかける）。

※すべての店舗が上記の特徴を満たしているわけではない。

## メニュー
北陸地方、関西地方、広島県およびKGF運営店でメニューが異なる。また、価格についても若干異なっている。

## 店舗

### 直営・FC（除くKGF運営店）
- 本店（小松市）⚪︎2021年に創業者が閉店後後年再開。オーナーが変更しており本店だが若い経営者になり、味は変わっている。
- 小松駅前店（小松市）⚪︎QR決済対応の新規店
- 鳴和店（金沢市）
  - 松井秀喜が星稜高校時代に通っていたことで知られる。
- 金沢西店（金沢市）
- 高堂工場（小松市）⚪︎ルーがテイクアウトで買える
- 手取フィッシュランド（能美市）
- 甲東園店（西宮市）
  - たこやきカレーがメニューにある。
- 広島店（広島市）

### KGF運営
- 秋葉原店（千代田区）
- 水道橋店（千代田区）2018年10月28日をもって閉店
- 錦糸町店（墨田区）
- ヨドバシマルチメディア京都店（京都市）2018年3月20日をもって閉店
- SUNAMO店（江東区）2023年9月30日をもって閉店
- 横浜天理ビル店（横浜市）2025年4月27日をもって閉店